# Brian Smith (cyclisme)
Pour les articles homonymes, voir Brian Smith et Smith.
Brian Smith (né le 7 juillet 1967 à Paisley en Écosse) est un coureur cycliste puis manager d'équipe britannique.

## Carrière
Professionnel de 1991 à 1996, Brian Smith a été champion de Grande-Bretagne sur route en 1991 et 1994, et deuxième de ce championnat en 1992 et 1993. Il a fait partie de l'équipe de Grande-Bretagne aux Jeux olympiques de 1996 et de l'équipe d'Écosse aux Jeux du Commonwealth de 1986, 1990 et 1998. En 2008, il est devenu commentateur de courses cyclistes sur la chaîne Eurosport. Entre 2011 et 2012, il est manager de l'équipe Endura Racing. En juillet 2014, il devient manager provisoire de l'équipe MTN-Qhubeka, qui devient par la suite Dimension Data. Il quitte cette équipe en avril 2016.

## Palmarès
- 1988
  - 3e du Manx Trophy
  - 3e de Paris-Troyes
- 1989
  - 2e du Prix Fréquence-Nord
- 1990
  - Lincoln Grand Prix
  - 3e du Grand Prix des Flandres françaises
- 1991
  -  Champion de Grande-Bretagne sur route
- 1992
  - 2e du championnat de Grande-Bretagne sur route
- 1993
  - Manx Trophy
  - 2e du championnat de Grande-Bretagne sur route
- 1994
  -  Champion de Grande-Bretagne sur route
  - Grand Prix Midtbank
- 1996
  - 4e étape de la Tucson Bicycle Classic
  - 2e de la Tucson Bicycle Classic
- 1997
  - 3e du Manx Trophy

## Source
- (en) Cet article est partiellement ou en totalité issu de l’article de Wikipédia en anglais intitulé « Brian Smith (cyclist) » (voir la liste des auteurs).